# Письмо последнего дня

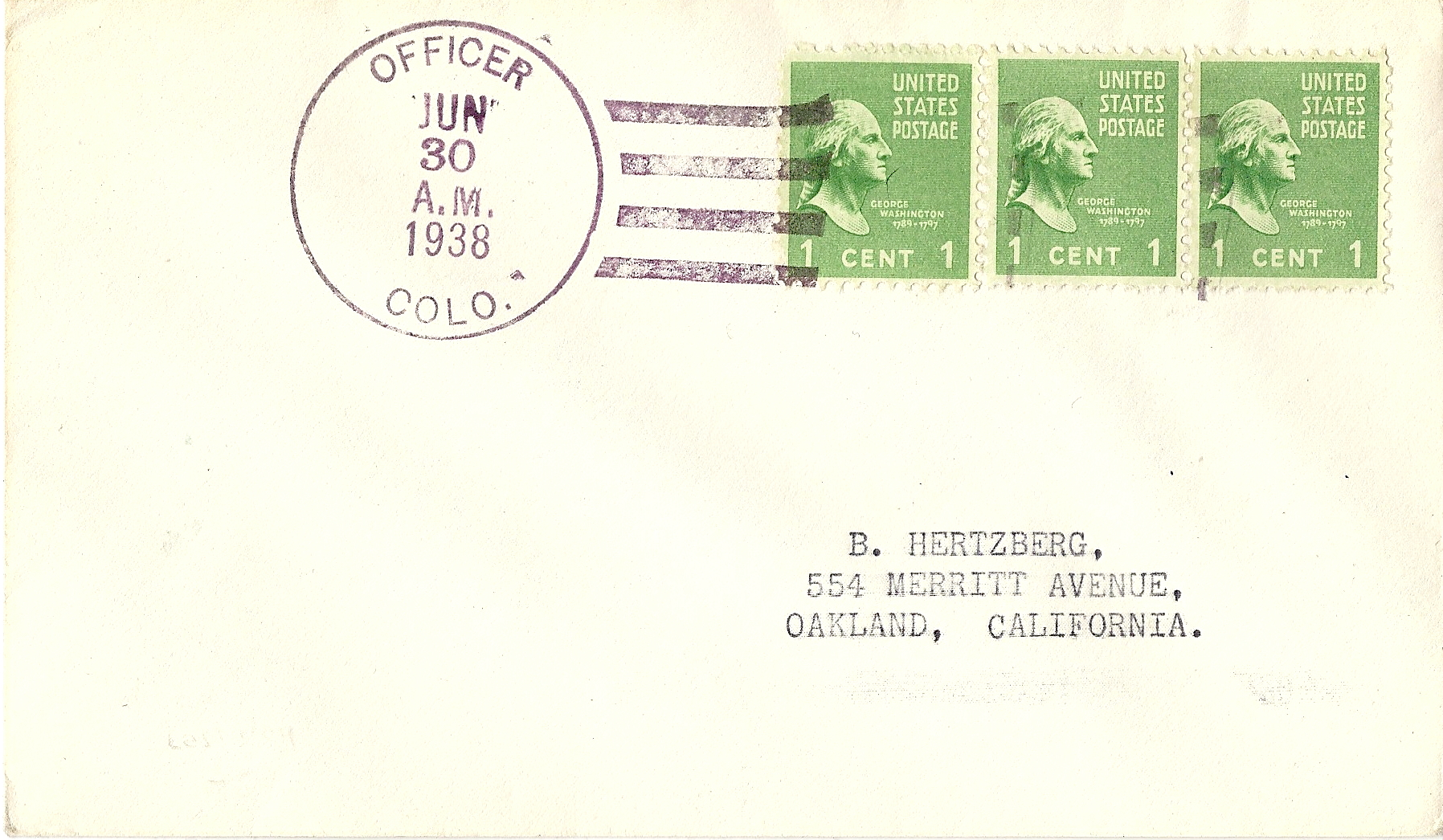
Письмо последнего дня, отправленное в последний день работы Закрытое почтовое отделение почтового отделения в Оффисере (Officer), округ Лас-Анимас, штат Колорадо. Календарный штемпель с датой 30 июня 1938 года является соответственно штемпелем последнего дня

Письмо́ после́днего дня — почтовое отправление, пересылаемое в последний день обращения марки или работы почтовой службы и имеющее почтовый штемпель с соответствующей датой.

## Описание
К письмам последнего дня относят почтовые отправления, которые были:
1. оплачены знаками почтовой оплаты в последний день их почтового обращения либо
2. отправлены из почтового учреждения в последний день его функционирования.

Письма последнего дня второй категории могут обычно появляться:
- в случае закрытия[англ.] почтового отделения или
- в последний день существования какого-либо способа доставки почтовых отправлений, например, пневматической почты или доставочной службы и т. п.[1]

## Штемпели последнего дня
Штемпелями последнего дня, как правило, считаются различные календарные штемпели, которые использованы для гашения знаков почтовой оплаты в последний день их нахождения в почтовом обращении. Дата последнего дня применения штемпеля является определяющей характеристикой таких почтовых штемпелей.
В почтовой практике существуют два вида штемпелей последнего дня:
- стандартные календарные штемпели с соответствующей датой, обычно употребляемые в подобных случаях;
- специальные штемпели, то есть почтовые штемпели, изготавливаемые специально для гашения последнего дня[2].

## Коллекционирование
Письма последнего дня, имеющие гашения с соответствующей датой и относящиеся в ряде случаев к филателистическим конвертам, являются специальными объектами коллекционирования в филателии.